# Брюккен (Пфальц)
Брюккен (нем. Brücken) — община в Германии, в земле Рейнланд-Пфальц.
Входит в состав района Кузель. Подчиняется управлению Шёненберг-Кюбельберг. Население составляет 2194 человека (на 31 декабря 2010 года). Занимает площадь 8,13 км².